# Engyprosopon hensleyi
 Engyprosopon hensleyi és un peix teleosti de la família dels bòtids i de l'ordre dels pleuronectiformes.

## Morfologia
Pot arribar als 11,7 cm de llargària total.

## Distribució geogràfica
Es troba a les costes occidentals de l'oceà Índic.